# Trésor de Spillings
Le trésor de Spillings (en suédois Spillingsskatten) est à ce jour le plus gros dépôt archéologique de l'âge des Vikings composé principalement d'objets en argent, découvert le 16 juillet 1999 sur le site de la ferme de Spillings, situé au nord-ouest de Slite dans le Gotland (Suède).
Le trésor comprend trois lots, entre autres un poids total d'argent de 67 kg, avant traitement et conservation, dont 14 295 monnaies, des torques, ainsi que des artefacts en bronze, et se trouvait dans les fondations d'une ancienne habitation viking remontant au IXe siècle.

## Histoire archéologique

### Circonstances de la découverte
Le vendredi 16 juillet 1999, une équipe de journalistes de la télévision suédoise TV4 est en train de réaliser un reportage culturel lors de la semaine du festival d'Almedaden au nord de l'île de Gotland. Ils décident de tourner une séquence   pour traiter du problème récurrent du pillage des sites archéologiques locaux, en compagnie d'un archéologue, Jonas Ström, et de Kenneth Jonsson, un universitaire spécialisé dans la numismatique, qui se trouvaient sur l'île à ce moment-là. Le domaine fermier de Spillings a été choisi pour le tournage car environ 150 pièces de monnaie en argent et objets en bronze y avaient été trouvés plus tôt par le propriétaire, Björn Engström.
Une fois le tournage terminé, Ström et Jonsson ont décidé de poursuivre leur enquête sur le terrain. Vingt minutes après le départ de l'équipe de télévision, leur détecteur de métaux émet un signal fort, qui les conduit à une première découverte, une caches d'objets en argent. Quelques heures plus tard et à seulement 3 mètres de la première trouvaille, leur détecteur s'emballe à nouveau jusqu'à saturer.
Le site est bouclé à la hâte, une équipe du musée de Gotland est réquisitionnée, l'autorisation d'une fouille archéologique est immédiatement demandée au conseil administratif du comté et des agents de sécurité sont postés aux alentours. Cependant, au lieu de garder la découverte secrète, le musée décide de rendre celle-ci publique. Au cours du premier week-end suivant, plus de 2 000 personnes viennent visiter le site de fouilles.
Quelques jours plus tard, le détecteur de métaux indique une troisième cache métallique à environ 1,5 mètre de la première découverte. Les archéologues se concentrent sur la découverte des deux premières caches avant d'entamer la troisième. En raison de la taille des trésors et de la fragilité des objets, les couches inférieures des dépôts sont encapsulées dans du plâtre. Ce n'est que lorsqu'ils ont essayé de sortir les découvertes du sol que les archéologues ont constaté à quel point les trésors étaient lourds. Le plus petit pesait 27 kg et le plus gros 40 kg. Une tentative de radiographier les découvertes à l'hôpital local échoue parce qu'il y avait tellement d'argent métal que les plaques radiographiques sont restées vierges.
Une fois les deux premiers dépôts pris en charge, le troisième a été fouillé seulement un an après la première découverte. Il contenait plus de 20 kg de bouts de ferraille en bronze, dont la plupart avaient été partiellement fondus formant une sorte d'amas compact. Cette découverte a été jugée encore plus précieuse car très peu de découvertes contiennent d'aussi grandes quantités de bronze destinées à la fusion.

### Fouilles ultérieures
Des fouilles supplémentaires sont menées durant l'été 2000 et en 2003-2006. Des restes de bois, des rivets et des supports en fer ainsi qu'un mécanisme de verrouillage ont été trouvés, ce qui a permis de conclure que les trésors avaient été stockés dans des coffres.
Une enquête et des fouilles approfondies ont révélé les fondations d'un bâtiment et ont indiqué que les coffres avaient été placés sous le plancher de ce qui aurait probablement été un entrepôt, un hangar ou un lieu de stockage plutôt qu'une habitation puisqu'il n'avait pas de foyer. La datation par le carbone 14 a montré que le bâtiment avait été utilisé entre 540 et 1040. L'analyse des fondations permit la découverte de trous de poteaux et d'en déduire une structure régulière de l'âge des Vikings, d'environ 10 sur 15 mètres avec un toit incliné recouvert de carex, similaire aux autres traces d'habitations découvertes au Gotland. Cette bâtisse avait été construite sur une ancienne fondation remontant en ses couches inférieures à l'âge du fer.

### Bilan des fouilles

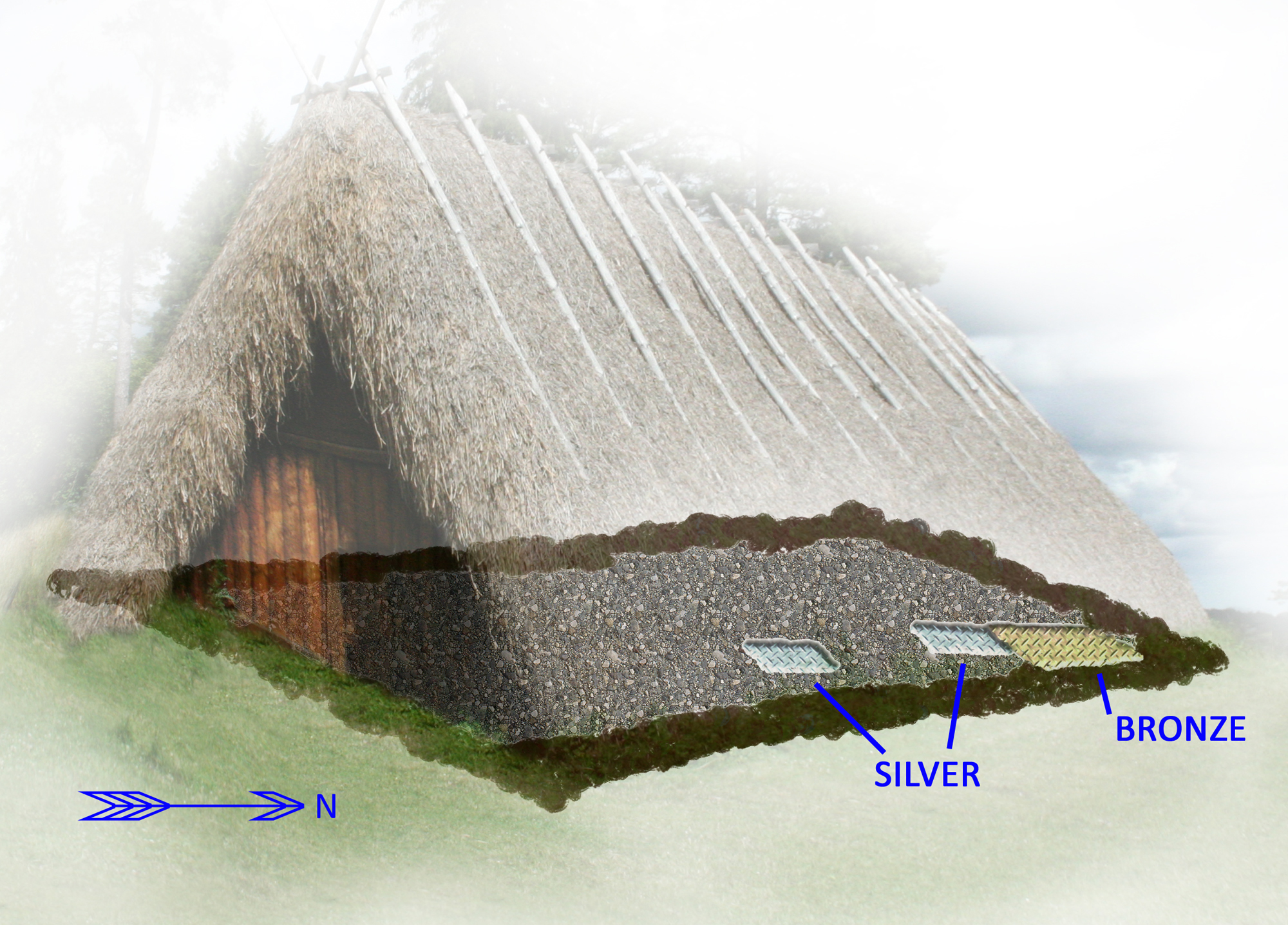
Reconstitution du site originel et emplacement des dépôts.

Les dépôts d'argent étaient à peu près de forme carrée avec des coins arrondis, d'environ 40 x 45 x 50 cm, suggérant qu'ils se trouvaient dans des sacs de tissu, de cuir ou de peau, à l'intérieur de boîtes ou de coffres en bois. Dans le dépôt de bronze ont été trouvés de gros morceaux de bois et de fer, tels que des ferrures, de la ferronnerie, des clous et un dispositif de serrure, montrant que le bronze avait été conservé à l'intérieur d'un coffre disposant d'armatures et d'un système de verrouillage. Une datation au carbone fait remonter aux environs de 675 l'âge du coffre, ce qui le rend plus ancien que les objets stockés à l'intérieur.
Bien que les réserves d'argent et les trésors ne soient pas inhabituels à Gotland, il s'agissait d'une découverte exceptionnellement importante. Une explication peut être trouvée dans l'emplacement à proximité de certains des meilleurs et des plus importants ports de l'île à l'époque viking. L'argent dans les caches aurait été suffisant pour payer la taxe au roi de Suède pour tout Gotland pendant cinq ans.
Les enquêtes et fouilles suivantes des champs entourant le lieu de la découverte ont montré que le site avait été habité de manière continue pendant 1 000 ans jusqu'au XIXe siècle. Plus de 700 autres objets ont été récupérés, en bronze, en cuivre, en argile cuite, mais aussi des broches pénanulaires, du verre, des morceaux de carreaux, des chaînes, des aiguilles, des perles de verre, des scories, des clous en fer, des pierres semi-précieuses polies et des briques.
Le trésor de Spillings est à ce jour le plus grand trésor d'argent viking au monde.
Un dédommagement d'un montant de 2,091 millions de couronnes suédoises (environ 200 000 euros) a été versé au propriétaire foncier pour le trésor, bien que sa valeur réelle soit beaucoup plus élevée. C'est alors la plus grosse somme jamais payée pour une découverte en Suède, selon le directeur du Conseil du patrimoine national suédois, Sven Göthe.
D'après les analyses, le trésor aurait été caché aux environs de 870–871. Il est exposé en permanence au Gotland Museum.
En 2010, on estimait que plus d'une tonne d'argent provenant de plus de 700 caches diverses datant entre le IXe siècle et le XIIe siècle avaient été trouvées sur l'île de Gotland. Cela comprend 168 000 pièces d'argent du monde arabe, d'Afrique du Nord et d'Asie centrale. En 2025, le total de pièces retrouvées à Gotland datant de cette période est estimé à 180 000.

### Les dépôts numismatiques

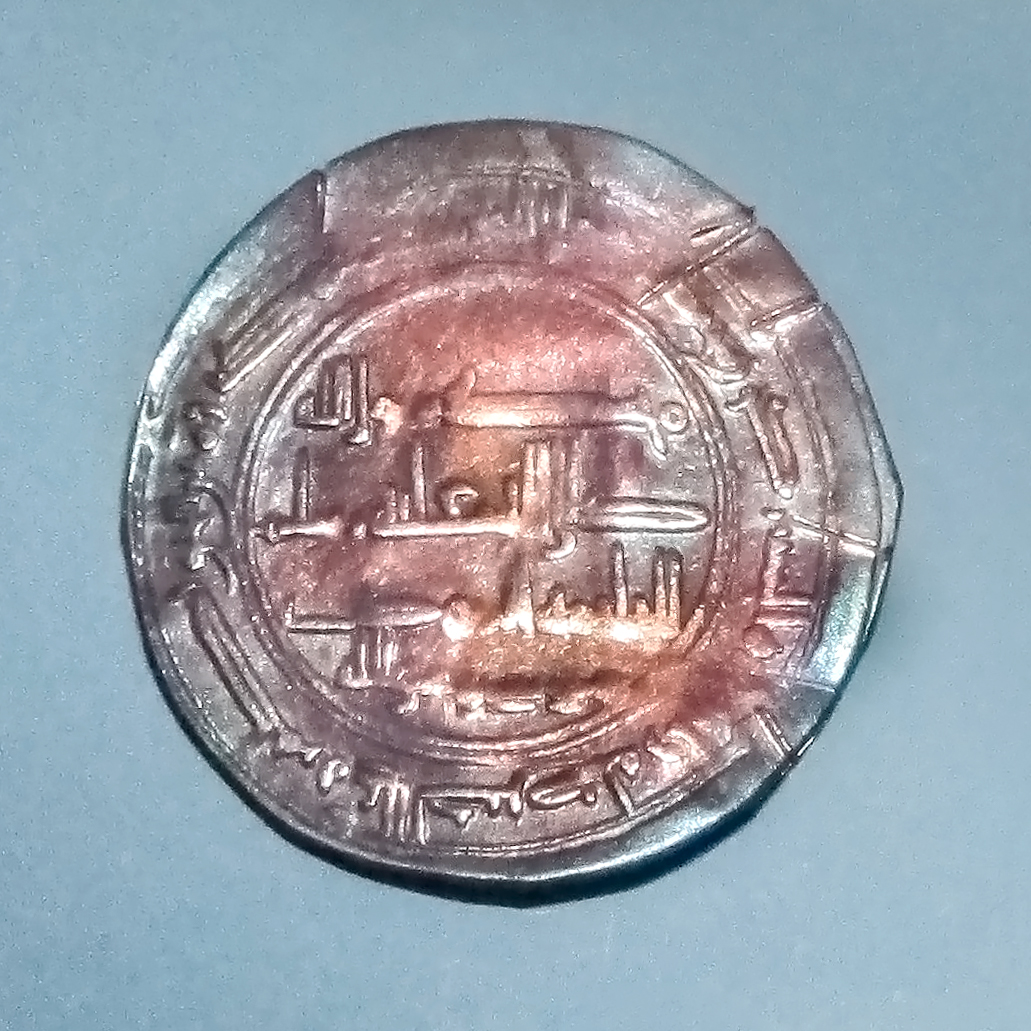
Monnaie khazar en argent, datant de la fin du VIIIe siècle.

Deux caches contenaient des objets en argent : des pièces de monnaie, des lingotins sous forme de barre (semblables aux grivnas), du fil et des fragments à utiliser comme matière première, des bijoux tels que des bagues, des bracelets et des pendentifs. Une grande partie du matériel avait été regroupée pour correspondre à l'ancien système de poids de l'âge des Vikings, dont la base était la moitié du marc soit environ 200 g.
Près de 60 % se composait de 486 bracelets ou de parties de ceux-ci, ce qui en fait la plus grande découverte jamais réalisée de tels bijoux en argent à cette date. La plupart des bracelets pesaient environ 100 g (soit 1/2 marc) et étaient de conception traditionnelle du Gotland, un certain nombre d'entre eux ont une ornementation très détaillée. Il y avait aussi des bracelets de conception anglo-saxonne et scandinave occidentale ainsi que des bagues simples et non décorés de conception finlandaise ou anglo-saxonne, connues sous le nom de ring money (« monnaie-bague »).
Sur les 14 295 pièces trouvées, 14 200 étaient des dirhams islamiques, quatre étaient de Hedeby, une était byzantine et 23 étaient d'origine perse. La plus ancienne, une pièce de monnaie perse, date de 539 et la plus récente, de 870. De nombreuses pièces (ainsi que les bracelets) possédaient des marques d'orfèvre qui peuvent avoir été faites lorsque la pureté de l'argent a été testée. Il y avait plusieurs imitations et contrefaçons parmi les pièces. Les copies illégales ont été faites à partir de bon argent, mais faites dans d'autres endroits que ceux où les originaux ont été frappés. Au total, 69 lieux de frappe différents renvoyant à 15 pays actuels ont été identifiés dans le trésor.
Au cours des travaux de conservation du plus grand trésor (le deuxième), il est devenu évident que les objets les plus gros avaient été placés au fond de la cache et que les plus petits, se terminant par les bris de casse, avaient été éparpillés sur le dessus.
Parmi les monnaies les plus remarquables du trésor, figure des frappes remontant à l'Empire khazar, vers 800, sur lesquelles on peut lire « Moïse est le messager de Dieu » au lieu du texte musulman habituel, « Mahomet est le messager de Dieu ». Très peu d'objets de ce type ont été retrouvés, et selon des chercheurs, les Khazars étaient en partie convertis au judaïsme,.

### Analyse des dépôts en bronze

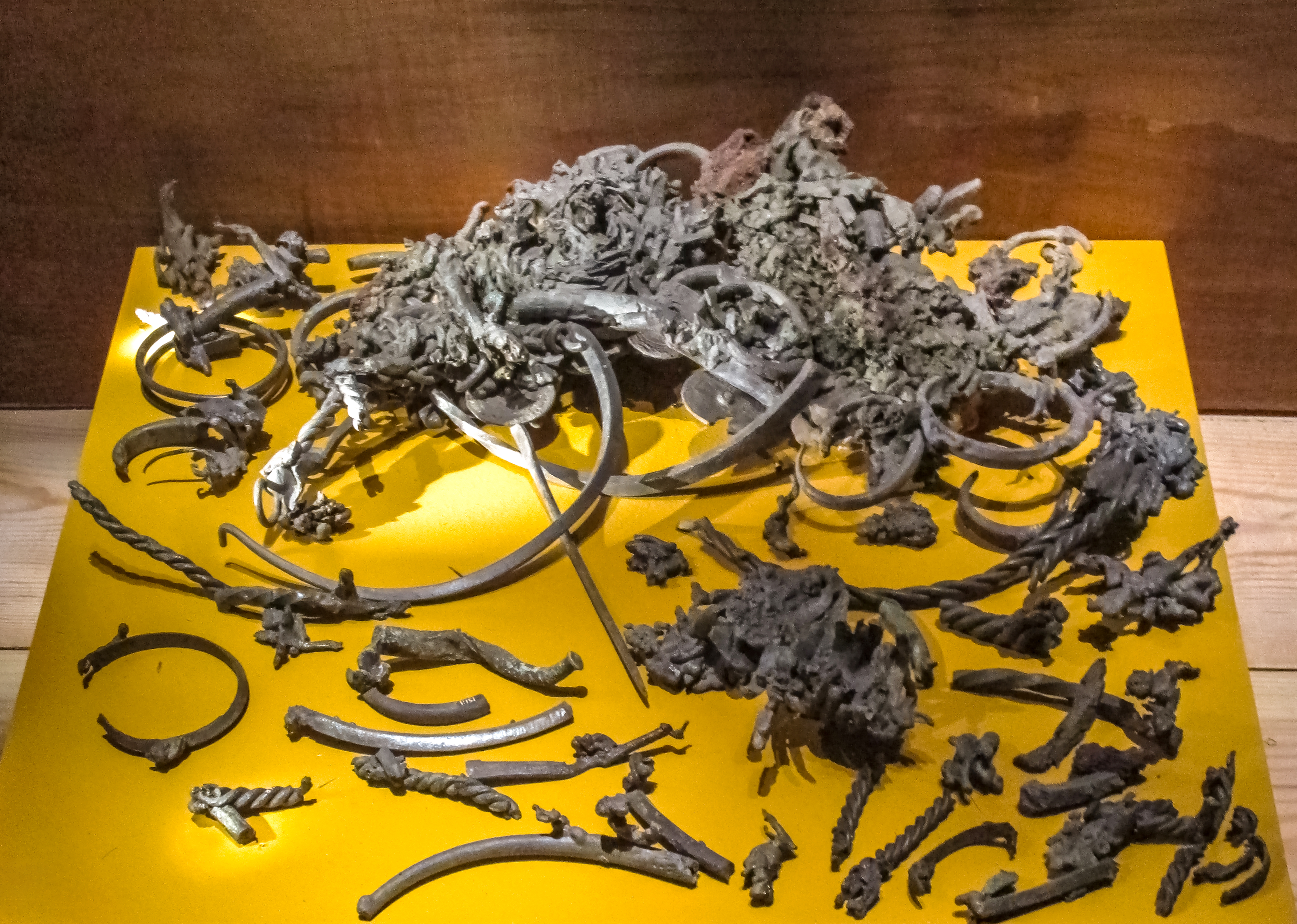
Amas compact d'objets en bronze (dépôt no 3.

Excavée de la même manière que les trésors d'argent, la cache de bronze a été encapsulée sur place et transportée au musée de Gotland pour un examen plus approfondi. Les objets ont été retirés couche après couche de haut en bas jusqu'à ce que l'amas en partie fondu, d'environ 40 cm de diamètre, soit découvert. La plupart des objets en bronze étaient brisés, fragmentés ou partiellement fondus, suggérant qu'ils étaient conservés dans le coffre en bois pour être utilisés comme matière première pour fabriquer de nouveaux artefacts. Les découvertes comprenaient des parties et parfois complètes de colliers, de bracelets, de bagues, d'épingles pour vêtements et de montures pour cornes à boire. Les objets en bronze couvrent une période de 200 à 300 ans et sont pour la plupart d'origine balte ou peut-être russe avec seulement quelques-uns d'entre eux scandinaves. Même si plusieurs chercheurs ont été impliqués dans l'identification de la déposition, aucun consensus n'a été atteint quant à la raison pour laquelle le trésor a été collecté ou à sa datation. Selon deux théories, il s'agissait soit du stock d'un fondeur vivant à Gotland, soit du butin d'un raid viking caché sous le sol de la dépendance.

## Galerie

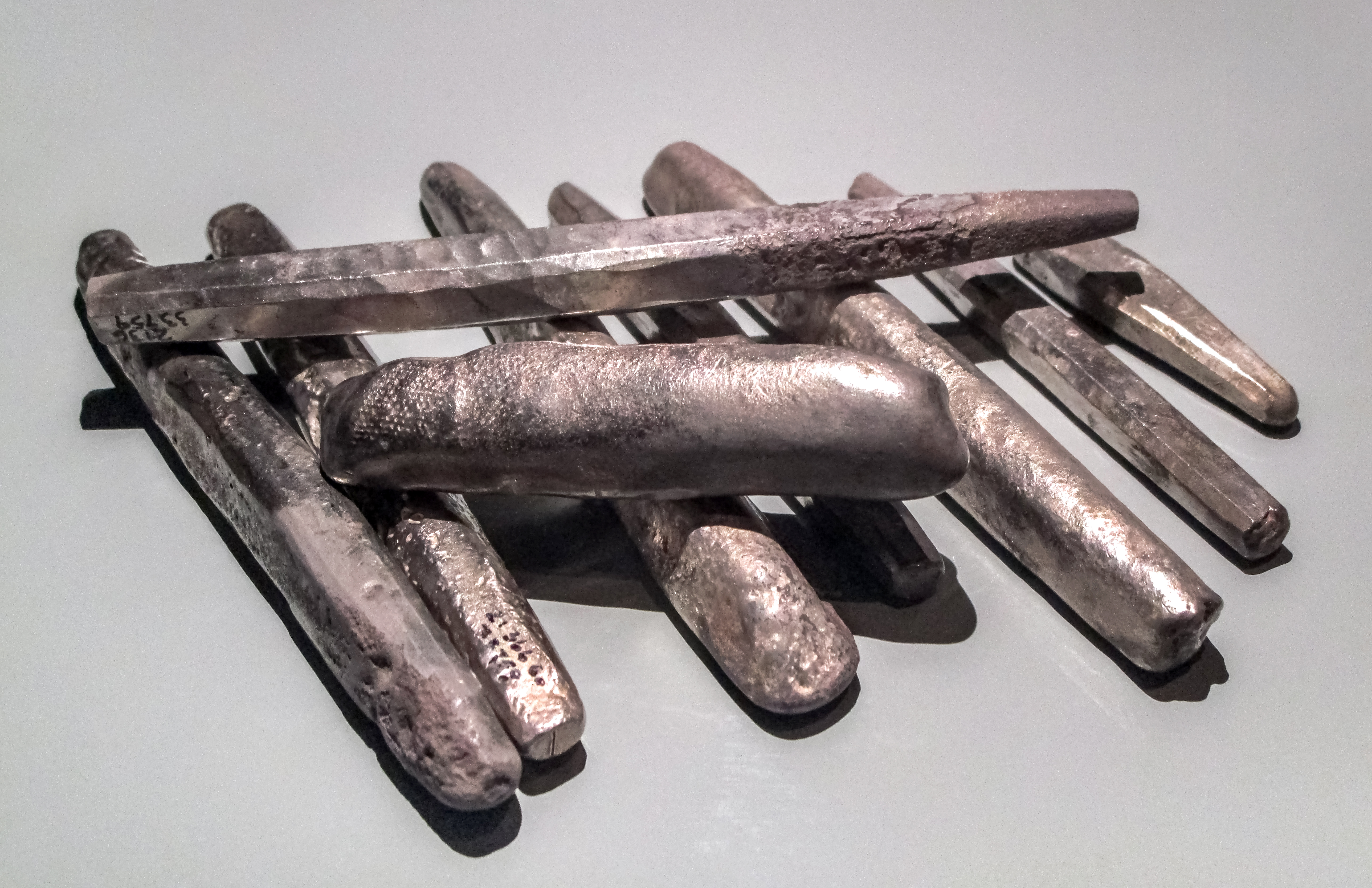
Petites barres en argent (dépôt no 2)
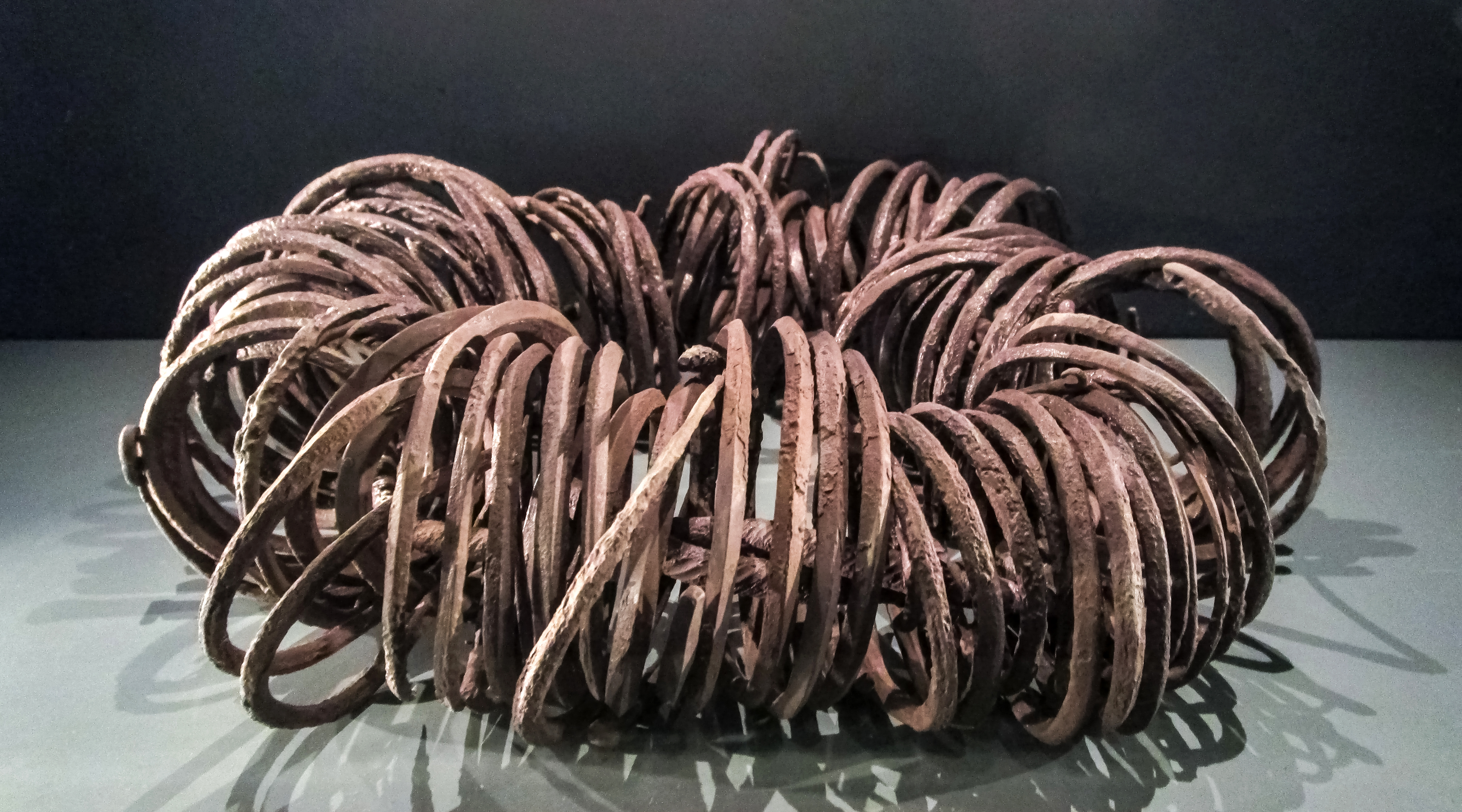
Enchevêtrement de bracelets en argent tangle trouvé dans le dépôt no 1 d'un poids total de 2 kg
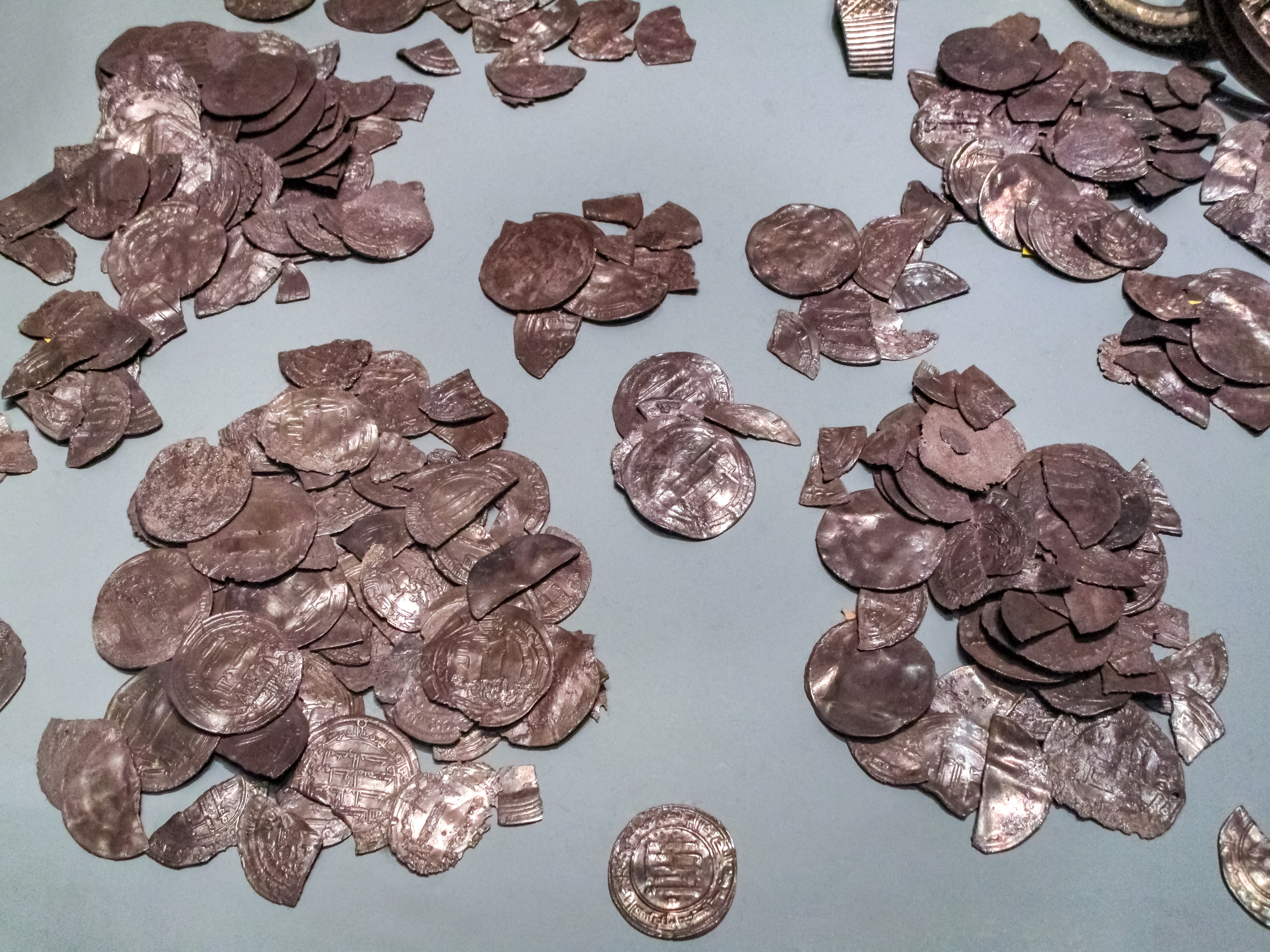
Vue d'ensemble de quelques monnaies (dépôt no 2)
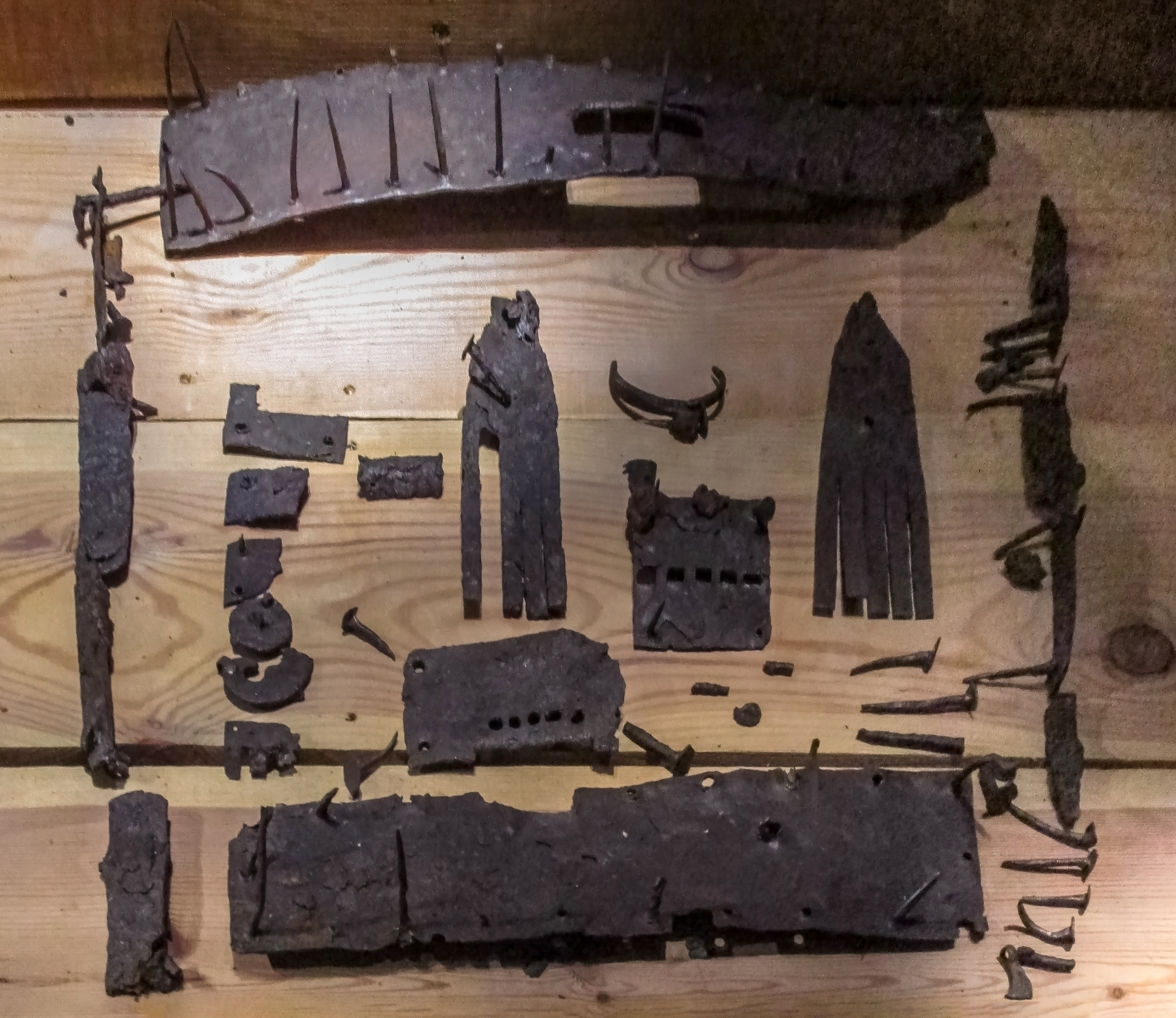
Armature en fer forgé, ancien coffre (dépôt no 3)